# لوسيو بيليجريني
لوسيو بيليجريني (بالإيطالية: Lucio Pellegrini)‏ هو كاتب سيناريو ومخرج إيطالي، ولد في 20 أكتوبر 1965 في أستي في إيطاليا.

## وصلات خارجية
- لوسيو بيليجريني على موقع IMDb (الإنجليزية)
- لوسيو بيليجريني على موقع ألو سيني (الفرنسية)
- لوسيو بيليجريني على موقع أول موفي (الإنجليزية)
- لوسيو بيليجريني على موقع قاعدة بيانات الفيلم (الإنجليزية)
- لوسيو بيليجريني على موقع كينوبويسك (الروسية)